# San Pedro de Totora (provins)

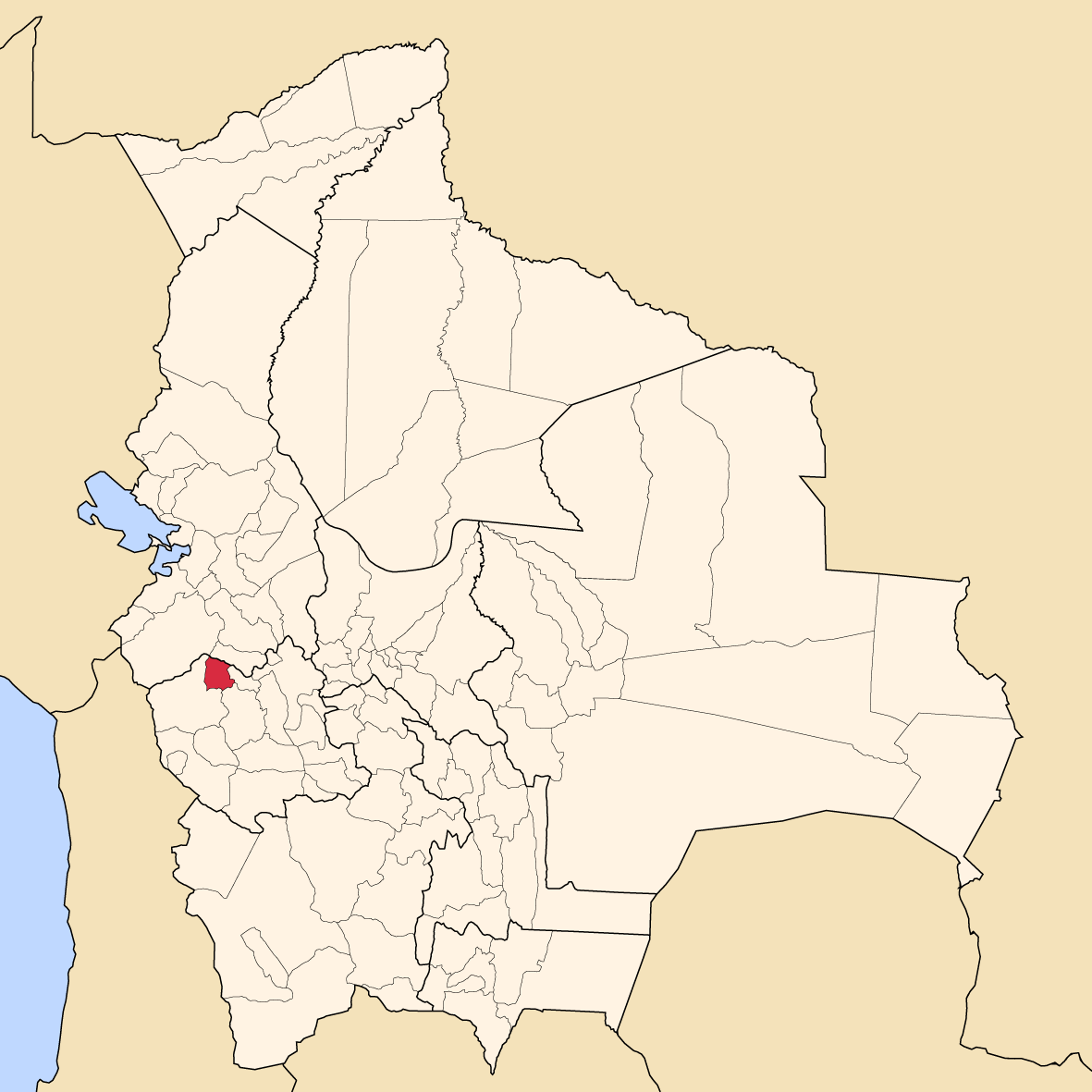
Provinsens läge i Bolivia

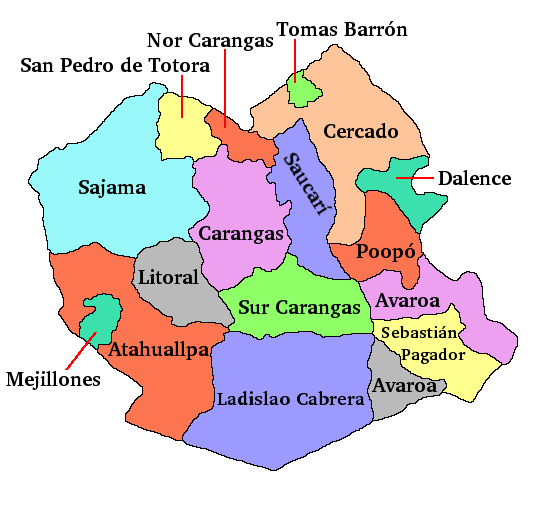
Provinser i Oruro

San Pedro de Totora är en provins i departementet Oruro i Bolivia. Den administrativa huvudorten är Totora.